# فول‌پروف
فول‌پروف (انگلیسی: Foolproof) یک فیلم سرقت کانادایی است که در سال ۲۰۰۳ منتشر شد.

## بازیگران
- رایان رینولدز
- کریستین بوت
- دیوید هیولت
- دیوید سوشی